# Media Curling Club

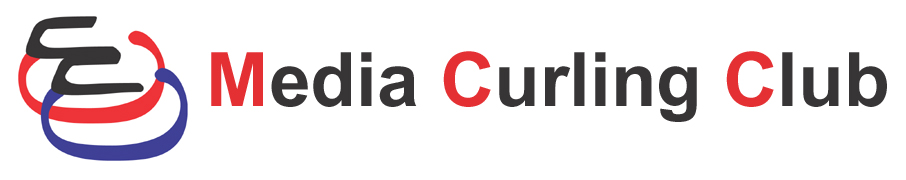
Logo Media Curling Club

Integracyjny Klub Sportowy Media Curling Club powstał w 2003 roku w Warszawie jako jeden z pierwszych klubów curlingowych w Polsce. Od 2008 roku posiada status organizacji pożytku publicznego, wspiera integrację sportowców niepełnosprawnych i pełnosprawnych.
Media Curling Club od wielu lat jest organizatorem zajęć curlingowych w stolicy Polski, w tym treningów otwartych. Od 2014 roku jest współorganizatorem przedsięwzięcia Zimowy Narodowy i Warszawskiej Amatorskiej Ligi Curlingu oraz czynnie włącza się w inicjatywy curlingowe na terenie całego kraju. Zawodniczki i zawodnicy reprezentujący klub mają na medale mistrzostw Polski we wszystkich seniorskich konkurencjach curlingowych.
Media Curling Club jest członkiem założycielem Polskiej Federacji Klubów Curlingowych.
Aktualnym prezesem klubu jest Kamil Gęśla.

## Osiągnięcia
Klub w swojej historii zdobył 9 złotych, 8 srebrnych i 4 brązowe medale w imprezach o randze mistrzostw Polski. Ostatnie podium było dziełem drużyny męskiej, która w 2010 roku zdobyła srebrny medal.
Mistrzostwa Polski kobiet
 2005 Marta Szeliga-Frynia, Agnieszka Ogrodniczek, Katarzyna Wicik, Marianna Das, Marta Kubak
 2006 Marta Szeliga-Frynia, Agnieszka Ogrodniczek, Katarzyna Wicik, Marianna Das
 2007 Marta Szeliga-Frynia, Katarzyna Wicik, Agnieszka Ogrodniczek, Marianna Das
 2008 Marta Szeliga-Frynia, Katarzyna Wicik, Agnieszka Ogrodniczek, Marianna Das, Maria Kluś
 2009 Agnieszka Ogrodniczek, Katarzyna Wicik, Marianna Das, Katarzyna Wilk
Mistrzostwa Polski mężczyzn
 2004 Arkadiusz Detyniecki, Rymwid Błaszczak, Grzegorz Korczyński, Sławomir Deroń
 2004 Paweł Frynia, Krzysztof Kowalski, Wojciech Woyda, Michał Wysoczański
 2005 Arkadiusz Detyniecki, Rymwid Błaszczak, Grzegorz Korczyński, Sławomir Deroń, Paweł Burlewicz
 2007 Paweł Frynia, Bartosz Klimas, Wojciech Woyda, Krzysztof Kowalski
 2008 Arkadiusz Detyniecki, Rymwid Błaszczak, Lech Molski, Grzegorz Korczyński, Łukasz Krych
 2008 Krzysztof Kowalski, Bartosz Klimas, Wojciech Woyda, Przemysław Stachura
 2009 Arkadiusz Detyniecki, Rymwid Błaszczak, Lech Molski, Grzegorz Korczyński, Marcin Piłat
 2010 Paweł Frynia, Kamil Gęśla, Marcin Madej, Rafał Stolarek, Bartosz Łobaza
Mistrzostwa Polski mikstów
 2005 Arkadiusz Detyniecki, Marta Szeliga-Frynia, Paweł Frynia, Marianna Das
 2006 Arkadiusz Detyniecki, Marta Szeliga-Frynia, Paweł Frynia, Marianna Das
 2007 Marta Szeliga-Frynia, Paweł Frynia, Marianna Das, Arkadiusz Detyniecki
 2008 Marta Szeliga-Frynia, Paweł Frynia, Marianna Das, Arkadiusz Detyniecki
Mistrzostwa Polski par mieszanych
 2008 Marta Szeliga-Frynia, Paweł Frynia
 2009 Agnieszka Ogrodniczek, Damian Herman
 2009 Katarzyna Wicik, Wojciech Woyda
Mistrzostwa Polski w curlingu na wózkach
 2008 Eugeniusz Błaszczak, Maciej Karaś, Ireneusz Joński, Piotr Sutkowski